# Neba
Neba (根羽村 Neba-mura?) es una villa en la prefectura de Nagano, Japón, localizada en la parte central de la isla de Honshū, en la región de Chūbu. El 1 de marzo de 2021 tenía una población estimada de 839 habitantes y una densidad de población de 9 personas por km².

## Geografía
Neba se encuentra en el extremo sur de la prefectura de Nagano, limitando con la prefectura de Aichi y la prefectura de Gifu. El monte Chausuyama (1415 metros) se encuentra en el sureste de la villa. Parte de la villa se encuentra dentro de los límites del parque cuasi nacional Tenryū-Okumikawa.

## Historia
El pueblo fue una vez parte de la provincia de Mikawa hasta el siglo XVI, después de lo cual se convirtió en parte de la provincia de Shinano. Neba es también uno de los muchos sitios reportados en los que murió Takeda Shingen. Según el Kōyō Gunkan, el libro de hazañas del clan Takeda, Neba es el lugar donde acampó y murió en 1573 después del asedio del castillo Noda. La villa de Neba se estableció con la creación del sistema de municipios modernos el 1 de abril de 1889.

## Demografía
Según los datos del censo japonés, la población de Neba ha disminuido rápidamente en los últimos 50 años.
| Gráfica de evolución demográfica de Neba entre 1940 y 2015 |
|                                                            |
| Oficina de Estadísticas de Japón                           |